# Santa Isabel (huyện)
Huyện Santa Isabel là một huyện (distrito) thuộc tỉnh Colón ở Panama. Theo điều tra dân số năm 2000, huyện này có dân số 3323 người. Huyện Santa Isabel có diện tích 729 km². Huyện lỵ đóng tại Santa Isabel.